# Ommatius elusivus
Ommatius elusivus là một loài ruồi trong họ Asilidae. Ommatius elusivus được Scarbrough miêu tả năm 2003. Loài này phân bố ở vùng Tân nhiệt đới.